# جوني آرثر
جوني آرثر (بالإنجليزية: Johnny Arthur)‏ هو ممثل أمريكي، ولد في 20 مايو 1883 في الولايات المتحدة، وتوفي بنفس المكان في 31 ديسمبر 1951.

## وصلات خارجية
- جوني آرثر على موقع IMDb (الإنجليزية)
- جوني آرثر على موقع أول موفي (الإنجليزية)
- جوني آرثر على موقع قاعدة بيانات برودواي على الإنترنت (الإنجليزية)
- جوني آرثر على موقع قاعدة بيانات الفيلم (الإنجليزية)